# White Friars River (Dominica)
Der White Friars River ist ein Bach im Norden von Dominica im Parish Saint Andrew.

## Name
Der Fluss ist nach einer Siedlung der Karmeliten (engl.: „White Friars“) benannt.

## Geographie
Der White Friars River entspringt in Providence Estate, nördlich der Siedlung Paix Bouche auf ca. 200 m über dem Meer und fließt in einem großen Bogen nach Südosten. In Thibaud mündet er in den Thibaud River, der kurz darauf selbst in den Atlantik mündet.
Der Fluss ist ca. 2,9 km lang. Die Quellen von Boulisst River und Thibaud River liegen in nächster Nähe.